# Miss USA 1989
A 38ª edição do concurso Miss USA foi realizada no Mobile Civic Center, em Mobile, Alabama, no dia 28 de fevereiro de 1989. No final da competição, Gretchen Polhemus, do Texas foi coroada Miss USA. Ela se tornou a quinta e última vencedora do Miss USA na fase das Texas Aces.
O concurso, apresentado por Dick Clark e comentado por Angie Dickinson e Laura Harring, foi realizado no Alabama pela única vez.

## Resultados

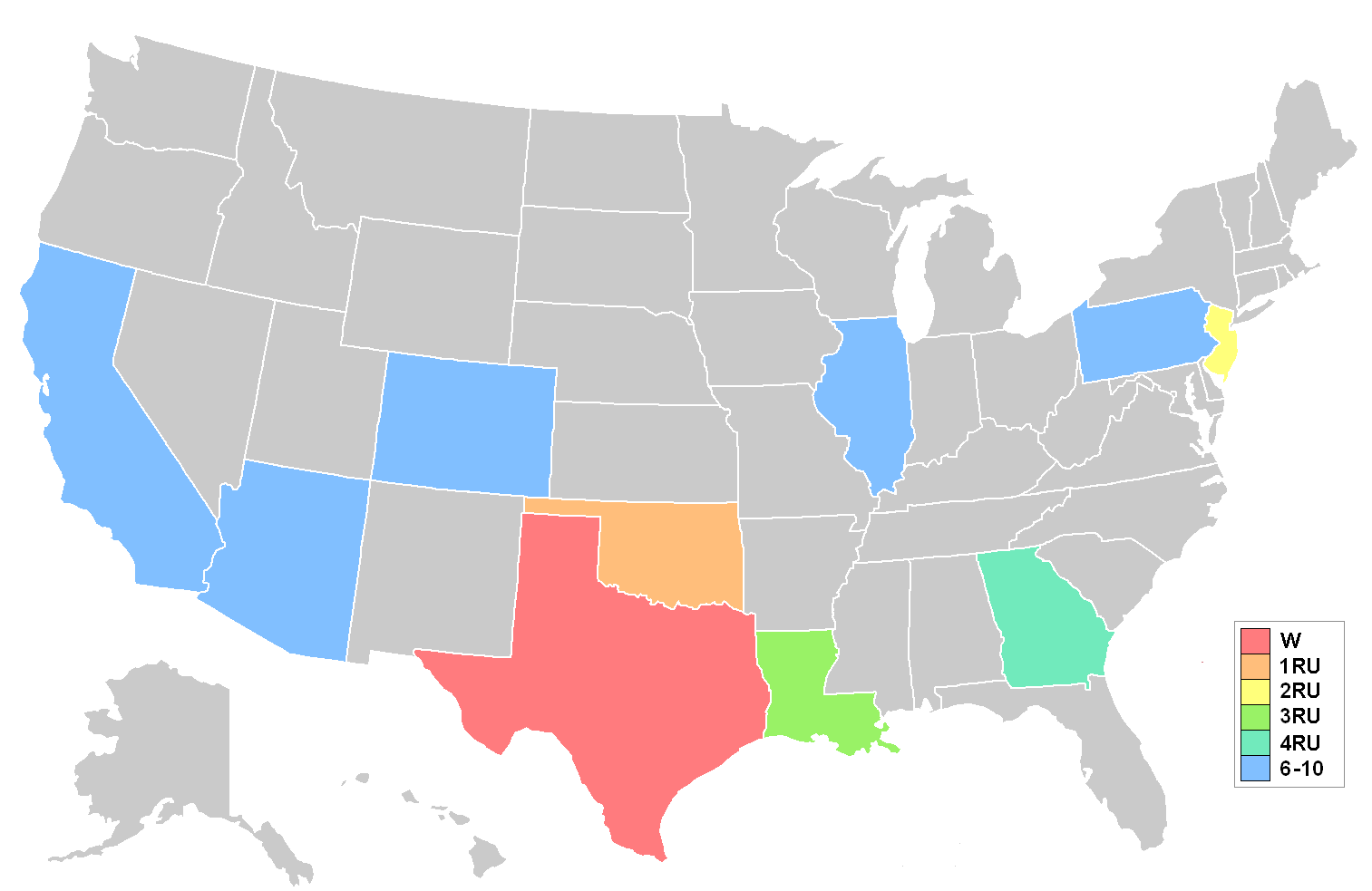
Mapa mostrando as classificações por Estado

### Classificações
| Resultado Final | Candidata |
| --------------- | --- |
| Miss USA 1988   | - Texas - Gretchen Polhemus |
| 2ª colocada     | - Oklahoma - Jill Scheffert |
| 3ª colocada     | - Nova Jérsei - Debra Lee Husti |
| 4ª colocada     | - Luisiana - Elizabeth Primm |
| 5ª colocada     | - Geórgia - Michelle Nemeth |
| Top 10          | - Califórnia - Christina Faust - Colorado - Debbie James - Pensilvânia - Denise Epps - Arizona - Lee Anne Locken - Illinois - Kelly Holub |

### Premiações especiais
| Premiação                    | Candidata                        |
| ---------------------------- | -------------------------------- |
| Miss Simpatia                | - Virginia - Kimberly Nicewonder |
| Miss Fotogenia               | - Louisiana - Elizabeth Primm    |
| Melhor Traje Típico Estadual | - Illinois - Kelly Holub         |

### Competição final
| \| Estado \| Média Preliminar \| Entrevista \| Trajes de Banho \| Trajes de Gala \| Média da Semifinal \| \| ----------- \| ---------------- \| ---------- \| --------------- \| -------------- \| ------------------ \| \| Nova Jérsei \| 8.510 (7) \| 8.626 (5) \| 8.712 (6) \| 9.165 (3) \| 8.834 (3) \| \| Colorado \| 8.388 (10) \| 8.638 (4) \| 8.432 (9) \| 8.786 (5) \| 8.618 (7) \| \| Luisiana \| 8.829 (2) \| 8.600 (6) \| 8.820 (4) \| 8.710 (7) \| 8.710 (5) \| \| Oklahoma \| 8.662 (3) \| 8.880 (2) \| 8.762 (5) \| 9.214 (2) \| 8.952 (2) \| \| Califórnia \| 8.659 (4) \| 8.313 (8) \| 8.977 (2) \| 8.774 (6) \| 8.688 (6) \| \| Illinois \| 8.501 (8) \| 7.988 (9) \| 8.432 (9) \| 8.681 (9) \| 8.367 (10) \| \| Texas \| 9.084 (1) \| 9.425 (1) \| 9.535 (1) \| 9.601 (1) \| 9.520 (1) \| \| Pensilvânia \| 8.580 (5) \| 8.534 (7) \| 8.467 (8) \| 8.613 (10) \| 8.538 (8) \| \| Arizona \| 8.529 (6) \| 7.792 (10) \| 8.833 (3) \| 8.703 (8) \| 8.442 (9) \| \| Geórgia \| 8.407 (9) \| 8.821 (3) \| 8.473 (7) \| 9.032 (4) \| 8.775 (4) \| | Vencedora 2ª colocada 3ª colocada 4ª colocada 5ª colocada Semifinalista (Top 10) (#) Classificação em cada etapa da competição |            |                 |                |                    |
| Estado | Média Preliminar | Entrevista | Trajes de Banho | Trajes de Gala | Média da Semifinal |
| Nova Jérsei | 8.510 (7) | 8.626 (5)  | 8.712 (6)       | 9.165 (3)      | 8.834 (3)          |
| Colorado | 8.388 (10) | 8.638 (4)  | 8.432 (9)       | 8.786 (5)      | 8.618 (7)          |
| Luisiana | 8.829 (2) | 8.600 (6)  | 8.820 (4)       | 8.710 (7)      | 8.710 (5)          |
| Oklahoma | 8.662 (3) | 8.880 (2)  | 8.762 (5)       | 9.214 (2)      | 8.952 (2)          |
| Califórnia | 8.659 (4) | 8.313 (8)  | 8.977 (2)       | 8.774 (6)      | 8.688 (6)          |
| Illinois | 8.501 (8) | 7.988 (9)  | 8.432 (9)       | 8.681 (9)      | 8.367 (10)         |
| Texas | 9.084 (1) | 9.425 (1)  | 9.535 (1)       | 9.601 (1)      | 9.520 (1)          |
| Pensilvânia | 8.580 (5) | 8.534 (7)  | 8.467 (8)       | 8.613 (10)     | 8.538 (8)          |
| Arizona | 8.529 (6) | 7.792 (10) | 8.833 (3)       | 8.703 (8)      | 8.442 (9)          |
| Geórgia | 8.407 (9) | 8.821 (3)  | 8.473 (7)       | 9.032 (4)      | 8.775 (4)          |

## Jurados
Estas foram as celebridades que compuseram o júri do Miss USA 1989:
- Jude Deveraux – Escritora
- Bonnie Kay – Modeling manager
- Dick Rutan – Piloto da aeronave Voyager
- Jeana Yeager – Piloto da aeronave Voyager
- Stella Stevens – Atriz
- Roscoe Tanner – Tenista
- Linda Shelton – Instrutora de aeróbica
- Lillian Glass – Escritora
- Richard Anderson – Ator
- Cecilia Bolocco – Miss Universo 1987
- Jennifer Chandler – Saltadora ornamental olímpica

## Candidatas
| - Alabama - Sherri Mooney - Alasca - Tina Geraci - Arizona - Lee Anne Locken - Arcansas - Paige Yandell - Califórnia - Christina Faust - Colorado - Debbie James - Connecticut - Lisa Vendetti - Delaware - Terri Spruill - Distrito de Columbia - Somaly Sieng - Flórida - Jennifer Parker - Geórgia - Michelle Nemeth - Havaí - Julie Larson - Idaho - Kelli Bean - Illinois - Kelly Holub - Indiana - Gwen Volpe - Iowa - Marcy Requist - Cansas - Nancy Burris - Kentucky - Veronica Hensley - Luisiana - Elizabeth Primm - Maine - Kirsten Blakemore - Maryland - Jackie Carroll - Massachusetts - Kimberley Wallace - Michigan - Karyn Finucan - Minnesota - Julie Knutson - Mississippi - Laura Durrett - Missouri - Rhonda Hoglan | - Montana - Tammy Reiter - Nebrasca - Rene Harter - Nevada - Janu Tornell - Nova Hampshire - Fayleen Chwalek - Nova Jérsei - Deborah Lee Husti - Novo México - Traci Brubaker - Nova York - Jennifer Fisher - Carolina do Norte - Jacqueline Padgett - Dacota do Norte - Cara Christofferson - Ohio - Lisa Thompson - Oklahoma - Jill Scheffert - Oregon - Jennifer Blaska - Pensilvânia - Denise Epps - Rhode Island - Debra Damiano - Carolina do Sul - Angela Shuler - Dacota do Sul - Nanette Endres - Tennessee - Kimberly Payne - Texas - Gretchen Polhemus - Utah - Zanetta van Zyverden - Vermont - Stacey Palmer - Virgínia - Kimberly Nicewonder - Washington - Chiann Fan Gibson - Virgínia Ocidental - Kathy Eicher - Wisconsin - Sherri Baxter - Wyoming - Chandra Anderson |